# Стетсон (Мен)
Стетсон (англ. Stetson) — місто (англ. town) в США, в окрузі Пенобскот штату Мен. Населення — 1186 осіб (2020).

## Демографія
Згідно з переписом 2010 року, у місті мешкали 1202 особи в 479 домогосподарствах у складі 344 родин. Було 621 помешкання
Расовий склад населення:
| - 98,0 % — білих - 0,6 % — корінних американців - 0,2 % — азіатів - 0,1 % — чорних або афроамериканців |

До двох чи більше рас належало 1,1 %. Частка іспаномовних становила 0,9 % від усіх жителів.
За віковим діапазоном населення розподілялося таким чином: 22,3 % — особи молодші 18 років, 63,7 % — особи у віці 18—64 років, 14,0 % — особи у віці 65 років та старші. Медіана віку мешканця становила 41,6 року. На 100 осіб жіночої статі у місті припадало 100,0 чоловіків;  на 100 жінок у віці від 18 років та старших — 101,7 чоловіків також старших 18 років.
Середній дохід на одне домашнє господарство  становив 69 634 долари США (медіана — 64 141), а середній дохід на одну сім'ю — 85 920 доларів (медіана — 76 591). Медіана доходів становила 50 250 доларів для чоловіків та 34 196 доларів для жінок. За межею бідності перебувало 6,6 % осіб, у тому числі 7,8 % дітей у віці до 18 років та 6,8 % осіб у віці 65 років та старших.
Цивільне працевлаштоване населення становило 692 особи. Основні галузі зайнятості: освіта, охорона здоров'я та соціальна допомога — 32,7 %, будівництво — 14,6 %, мистецтво, розваги та відпочинок — 8,7 %, роздрібна торгівля — 8,5 %.